# Alcea tholozani
Alcea tholozani är en malvaväxtart som beskrevs av Otto Stapf. Alcea tholozani ingår i släktet stockrosor, och familjen malvaväxter. Inga underarter finns listade i Catalogue of Life.